# Suite de Conway
En mathématiques, La suite de Conway est une suite d'entiers étudiée en 1986 par le mathématicien britannique John Horton Conway, initialement sous le nom de « suite audioactive »,. Elle est également connue sous le nom anglais de Look and Say sequence (« suite regarde et dis »). Elle est répertoriée comme suite A005150 de l'OEIS.
Dans cette suite autoréférente, chaque terme se détermine en annonçant les chiffres formant le terme précédent.

## Définition

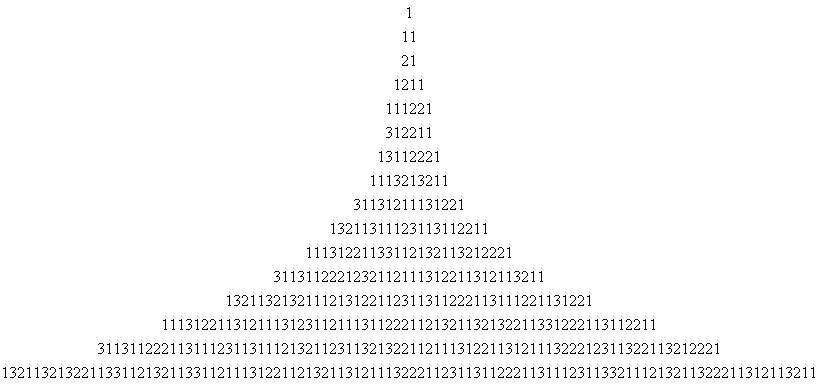
Suite de Conway.

Le premier terme de la suite de Conway est posé comme égal à 1. Chaque terme de la suite se construit en décrivant le terme précédent, c'est-à-dire en énonçant le nombre de fois où chaque chiffre est répété, suivi du chiffre en question.
Concrètement :
{\displaystyle X_{0}=1}
Ce terme comporte simplement un « 1 ». Par conséquent, le terme suivant est :
{\displaystyle X_{1}=11}
Celui-ci est composé de deux « 1 » :
{\displaystyle X_{2}=21}
En poursuivant le procédé :
{\displaystyle X_{3}=} 12 11
{\displaystyle X_{4}=} 11 12 21
{\displaystyle X_{5}=} 31 22 11
{\displaystyle X_{6}=} 13 11 22 21
Et ainsi de suite.
Il est possible de généraliser le procédé en prenant un terme initial différent de 1. Dans le reste de cet article, on supposera que le terme initial vaut 1.

## Historique
C'est au départ une devinette posée en marge des olympiades internationales de mathématiques de 1977 à Belgrade, mais son origine est peut-être plus ancienne. Mario Hilgemeier en donne quelques propriétés en 1986, et Conway lui donne ses lettres de noblesse la même année,.

Graphe représentant, en ordonnées, le nombre de chiffres du n-ième terme de la suite de Conway, avec n en abscisses, dans un repère semi-logarithmique. Chaque courbe correspond à un terme initial différent : 1 (bleu), 23 (rouge), 13 (violet), 312 (vert). Les courbes tendent vers des droites dont la pente est le logarithme de la constante de Conway.

## Les 20 premiers termes
|    | Terme |
| -- | --- |
| 1  | 1 |
| 2  | 11 |
| 3  | 21 |
| 4  | 12 11 |
| 5  | 11 12 21 |
| 6  | 31 22 11 |
| 7  | 13 11 22 21 |
| 8  | 11 13 21 32 11 |
| 9  | 31 13 12 11 13 12 21 |
| 10 | 13 21 13 11 12 31 13 11 22 11 |
| 11 | 11 13 12 21 13 31 12 13 21 13 21 22 21 |
| 12 | 31 13 11 22 21 23 21 12 11 13 12 21 13 12 11 32 11 |
| 13 | 13 21 13 21 32 11 12 13 12 21 12 31 13 11 22 21 13 11 12 21 13 12 21 |
| 14 | 11 13 12 21 13 12 11 13 12 31 12 11 13 11 22 21 12 13 21 13 21 32 21 13 31 22 21 13 11 22 11 |
| 15 | 31 13 11 22 21 13 11 12 31 13 11 12 13 21 12 31 13 21 32 21 12 11 13 12 21 13 12 11 13 22 21 23 11 32 21 13 21 22 21 |
| 16 | 13 21 13 21 32 21 13 31 12 13 21 13 31 12 11 13 12 21 12 13 21 13 12 11 13 22 21 12 31 13 11 22 21 13 11 12 31 13 32 11 12 13 21 13 22 21 13 12 11 32 11 |
| 17 | 11 13 12 21 13 12 11 13 22 21 23 21 12 11 13 12 21 23 21 12 31 13 11 22 21 12 11 13 12 21 13 11 12 31 13 32 21 12 13 21 13 21 32 21 13 31 12 13 21 23 12 31 12 11 13 12 21 13 32 21 13 11 12 21 13 12 21 |
| 18 | 31 13 11 22 21 13 11 12 31 13 32 11 12 13 12 21 12 31 13 11 22 11 12 13 12 21 12 13 21 13 21 32 21 12 31 13 11 22 21 13 31 12 13 21 23 22 21 12 11 13 12 21 13 12 11 13 22 21 23 21 12 11 13 12 11 12 13 11 12 13 21 12 31 13 11 22 21 23 22 21 13 31 22 21 13 11 22 11 |
| 19 | 13 21 13 21 32 21 13 31 12 13 21 23 12 31 12 11 13 11 22 21 12 13 21 13 21 22 31 12 11 13 11 22 21 12 11 13 12 21 13 12 11 13 22 21 12 13 21 13 21 32 21 23 21 12 11 13 12 11 12 13 32 21 12 31 13 11 22 21 13 11 12 31 13 32 11 12 13 12 21 12 31 13 11 12 31 12 11 13 31 12 11 13 12 21 12 13 21 13 21 32 11 12 13 32 21 23 11 32 21 13 21 22 21 |
| 20 | 11 13 12 21 13 12 11 13 22 21 23 21 12 11 13 12 11 12 13 11 12 13 21 12 31 13 21 32 21 12 11 13 12 21 13 12 11 22 13 21 12 31 13 21 32 21 12 31 13 11 22 21 13 11 12 31 13 32 21 12 11 13 12 21 13 12 11 13 22 11 12 13 12 21 12 31 13 11 12 31 12 11 23 22 21 12 13 21 13 21 32 21 13 31 12 13 21 23 12 31 12 11 13 11 22 21 12 13 21 13 31 12 13 21 12 31 23 21 12 31 13 11 22 21 12 11 13 12 21 13 12 11 13 12 31 12 11 23 22 11 12 13 21 13 22 21 13 12 11 32 11 |

## Propriétés
La suite de Conway a de multiples propriétés. Certaines d'entre elles sont indiquées ci-dessous, avec, pour les plus simples, les démonstrations correspondantes.
- Aucun terme de la suite ne comporte un chiffre supérieur à 3.

- Hormis le terme initial, tous les termes de la suite possèdent un nombre pair de chiffres.

- À partir du quatrième terme, les termes de rang pair se terminent par « 211 » et les termes de rang impair par « 221 ».

- À partir du huitième terme, les termes commencent cycliquement par « 1113 », « 3113 » et « 1321 ».

- La suite de Conway est strictement croissante, ainsi que celle des {\displaystyle L(n)} où {\displaystyle L(n)} est le nombre de chiffres constituant le {\displaystyle n}-ième terme de la suite de Conway.

- En moyenne, les termes de la suite possèdent 50 % de chiffres 1, 31 % de 2 et 19 % de 3.[réf. nécessaire]

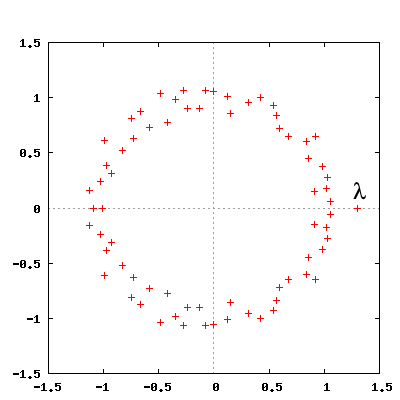
Racines du polynôme de Conway dans le plan complexe.

- Racines du polynôme de Conway dans le plan complexe.Le nombre {\displaystyle L(n)} de chiffres du n-ième terme de la suite est équivalent à Cλn, où λ ≈ 1,303 577[6] est un entier algébrique de degré 71 nommé constante de Conway[7],[8], et C est une autre constante. En particulier :
{\displaystyle \lim _{n\to +\infty }{\frac {L(n+1)}{L(n)}}=\lambda }

Cette propriété reste vraie dans le cas général où le premier terme de la suite est choisi différent de 1 (et de 22, puisque dans ce cas la suite est constante), avec une constante C qui dépend de ce choix, mais avec toujours la même constante λ.
La constante de Conway est l'unique solution réelle positive de l'équation polynomiale suivante :
{\displaystyle {\begin{aligned}&\,\,\,\,\,\,\,x^{71}&&&&-x^{69}&&-2x^{68}&&-x^{67}&&+2x^{66}&&+2x^{65}&&+x^{64}&&-x^{63}\\&-x^{62}&&-x^{61}&&-x^{60}&&-x^{59}&&+2x^{58}&&+5x^{57}&&+3x^{56}&&-2x^{55}&&-10x^{54}\\&-3x^{53}&&-2x^{52}&&+6x^{51}&&+6x^{50}&&+x^{49}&&+9x^{48}&&-3x^{47}&&-7x^{46}&&-8x^{45}\\&-8x^{44}&&+10x^{43}&&+6x^{42}&&+8x^{41}&&-5x^{40}&&-12x^{39}&&+7x^{38}&&-7x^{37}&&+7x^{36}\\&+x^{35}&&-3x^{34}&&+10x^{33}&&+x^{32}&&-6x^{31}&&-2x^{30}&&-10x^{29}&&-3x^{28}&&+2x^{27}\\&+9x^{26}&&-3x^{25}&&+14x^{24}&&-8x^{23}&&&&-7x^{21}&&+9x^{20}&&+3x^{19}&&-4x^{18}\\&-10x^{17}&&-7x^{16}&&+12x^{15}&&+7x^{14}&&+2x^{13}&&-12x^{12}&&-4x^{11}&&-2x^{10}&&+5x^{9}\\&&&+x^{7}&&-7x^{6}&&+7x^{5}&&-4x^{4}&&+12x^{3}&&-6x^{2}&&+3x&&-6\\&=0.\end{aligned}}}

### «Désintégration audioactive»
John Conway qualifia initialement cette suite de « désintégration audioactive » (audioactive decay en anglais), un jeu de mots sur la désintégration radioactive, en remarquant le comportement des différents termes de la suite.
Dans son théorème cosmologique, il démontra qu'à partir d'un certain point, presque tous les termes de la suite peuvent être décomposés en 92 sous-termes (nommés éléments, par analogie avec les éléments chimiques) qui se décomposent au terme suivant en un certain nombre d'autres éléments.
Par exemple, l'élément le plus simple, nommé hydrogène, est la séquence {\displaystyle 22} qui donne elle-même au terme suivant. La séquence {\displaystyle 3113322112} est dénommée manganèse ; au terme suivant, elle donne {\displaystyle 132123222112} qui se décompose en les séquences prométhium ({\displaystyle 132}) et sodium ({\displaystyle 123222112}).
Il a été montré que si l'on débute la suite par le terme uranium {\displaystyle 3}, les 91 autres éléments seront apparus dans un terme ou un autre au bout de 91 itérations.

## Dans la littérature
Bernard Werber a repris cette suite dans ses œuvres Les fourmis et dans L'Encyclopédie du savoir relatif et absolu.